# Феликс I
Феликс I (лат. Felix I) е римски папа от 5 януари 269 г. до смъртта си на 30 декември 274 г.
Погребан е в катакомбите на Каликст.
Паметта му се почита на 30 декември. Датата е понякога грешно посочвана като 30 май. Това се дължи на объркването му със св. Феликс от Остия.